# Anyuj (Amur)
Az Anyuj (Onyuj, Dondon; oroszul: Анюй, Онюй, Дондон) folyó Oroszország ázsiai részén, a Habarovszki határterületen; az Amur jobb oldali mellékfolyója.

## Földrajz
Hossza: 393 km, vízgyűjtő területe: 12 700 km², évi közepes vízhozama az alsó szakaszon: 201 m³/sec.
A Szihote-Aliny legmagasabb részén, a Tardoki-Janyi körzetében ered. Felső szakaszán sziklás, szakadékos partok között kanyargó, hegyi folyó; alsó szakaszán a Közép-Amur-alföldön, széles, mocsaras völgyben folyik, a torkolat közelében számos mellékágra bomlik. 
Tavaszi árvize van, de a nyári esőzések hatására vízszintje több alkalommal is jelentősen megemelkedik. November végétől áprilisig befagy. Ritkán lakott völgyében őslakos népcsoportok képviselői: nanájok és udegék élnek. 
Legnagyobb, jobb oldali mellékfolyója a Manoma (198 km).